# Toutes les filles pleurent
Pour plus de détails, voir Fiche technique et Distribution.
Toutes les filles pleurent est un film français réalisé par Judith Godrèche sorti en 2010.

## Fiche technique
- Réalisation : Judith Godrèche
- Scénario : Judith Godrèche et Jacques Fieschi
- Photographie : Hélène Louvart
- Musique : Grégoire Hetzel
- Chansons originales : Julien Doré
- Son : Nicolas Paturle
- Décors : Stéphane Rozenbaum
- Costumes : Gil Lesage et Mahémiti Dérégnaucourt
- Montage : Philippe Kotlarski
- Durée : 105 minutes
- Date de sortie :
  - France : 31 mars 2010

## Distribution
- Judith Godrèche : Lucie
- Éric Elmosnino : Pierre
- Maurice Barthélemy : Jean
- Christèle Tual : Val
- Nicole Jamet : Anne
- Sophie Hermelin : Jacinthe
- Didier Menin : Louis
- Agathe Bonitzer : la jeune chanteuse
- Noé Boon : Luc
- Victor Abiad : Joseph
- Julie Quehen : Lucie enfant
- Patrick Chesnais : Bob
- Michel Aumont : l'homme du bar
- Pierre-Loup Rajot :  le père de Lucie
- Mireille Perrier : l'institutrice
- Rosine Cadoret : la maîtresse classe verte